# Cécile Bühlmann
Pour les articles homonymes, voir Bühlmann.
 (août 2024).
Si vous disposez d'ouvrages ou d'articles de référence ou si vous connaissez des sites web de qualité traitant du thème abordé ici, merci de compléter l'article en donnant les références utiles à sa vérifiabilité et en les liant à la section « Notes et références ».
Cécile Bühlmann née le 3 décembre 1949 à Sempach est une femme politique suisse membre des Verts.

## Biographie
Cécile Bühlmann obtient son premier mandat politique en siégeant au Grand conseil lucernois de juin à novembre 1991. Elle siège ensuite au Conseil national du 25 novembre 1991 au 4 mars 2006. Elle y était membre de la Commission des institutions politiques. De 1993 à 2005, elle la présidente du groupe parlementaire vert. Lors des élections au Conseil fédéral de 2000, elle se présente sans succès comme « candidate de combat ».
De 1995 à 2007, Cécile Bühlmann est vice-présidente de la Commission fédérale contre le racisme. De 2005 à 2013, elle est directrice générale du Christlicher Friedensdienst, un mouvement pacifiste féministe. Durant l’été 2006, elle devient présidente de la fondation de Greenpeace Suisse.
En 1997, Cécile Bühlmann reçoit le prix Fischhof décerné par la Fondation contre le racisme et l’antisémitisme et la Société Minorités en Suisse.